# Alberto Fortis (scienziato)
Alberto Fortis (Padova, 9 o 10 novembre 1741 – Bologna, 21 ottobre 1803) è stato un letterato, naturalista, geologo mineralogista, redattore ed esperto di antiquaria italiano.

## Biografia

### Gli studi religiosi
In seguito alla morte del padre e alle nuove nozze della madre, fu battezzato col nome di Giovanni Battista. Sin da giovane fu avviato verso gli studi religiosi, infatti frequentò il seminario vescovile di Padova e successivamente entrò nell'ordine degli eremitani di Sant'Agostino, soggiornando in molti suoi conventi (Bologna, Roma, Vicenza) e prendendo il nome di Alberto. 
Abbandonò l'ordine ufficialmente nel 1771, un anno dopo aver soggiornato a Roma, dove condusse alcuni ed avanzati studi teologici, ma nonostante questo conservò il titolo di abate secolare.

### Gli studi scientifici
Nel frattempo iniziava ad interessarsi di geologia, paleontologia e zoologia marina e, grazie ai contatti con Giovanni Arduino, Guido Vio, Giuseppe Toaldo e Antonio Vallisneri Jr, crebbe anche il suo interesse verso la storia naturale.
Fu collaboratore del Giornale d'Italia, dove dal 1765 al 1770 pubblicò le prime memorie geologico-naturalistiche, di Europa Letteraria e del Giornale Enciclopedico che egli diresse insieme ad Elisabetta Caminer Turra e nel quale, insieme anche al "Nuovo giornale d'Italia" e agli "Opuscoli scelti", tra il 1778 e il 1783, pubblicò diversi saggi scientifici. Dopo questa collaborazione diede alle stampe i suoi testi odeporici.
Fortis intraprese un'intensa attività giornalistica, iniziata nel 1768, quando entrò a far parte della redazione veneziana del periodico "L'Europa letteraria", e perdurata fino agli anni Novanta. In qualità di redattore e collaboratore, diede vita a numerose traduzioni, recensioni ed estratti che, anche se non ancora firmati, comparvero su alcuni dei più importanti periodici italiani come "Il Giornale Enciclopedico", "Le Notizie politiche", "Il Nuovo giornale d'Italia". Fortis aveva grandi doti da scrittore ed un'ingente profondità di pensiero a tal punto da essere apprezzato anche a livello europeo, soprattutto per la sua eleganza nella lingua, per la sua efficacia argomentativa e vivacità di stile.

## Viaggi
Nel 1770 compì un grande ed importante viaggio in Dalmazia insieme a John Symonds, Domenico Cirillo e il vescovo irlandese Frederick Augustus Hervey. Le sue prime considerazioni riguardo al luogo vennero presentate nel Saggio d'osservazioni sopra l'isola di Cherso e Osero, un'opera che presenta un suo resoconto su questo viaggio, ricca di osservazioni naturalistiche, di erudizione antiquaria e di alcune sue prime riflessioni riguardo all'economia e al carattere delle società dalmate. Nel 1771 effettuò un secondo viaggio nell'entroterra dalmata, di nuovo al seguito dell'Hervey, mentre nell'estate del 1773, dopo che gli fu affidata una nuova missione dal Senato di Venezia, vi ritornò con il compito di studiare la situazione di degrado dell'arte della pesca. Attraverso questi studi arrivò ad una conoscenza più approfondita del mondo slavo che gli consentì di completare e perfezionare, per poi dare alle stampe, la sua opera più celebre: il Viaggio in Dalmazia, pubblicato nel 1774 in due volumi. L'opera è costituita da una serie di lettere itinerarie indirizzate ai suoi colleghi scienziati e a committenti aristocratici, nelle quali Fortis descrisse i fenomeni naturali, i siti archeologici, la morfologia, la realtà economica e sociale, gli usi ed i costumi di tutte le popolazioni che abitavano il territorio della Dalmazia. L'autore dedicò anche un capitolo al popolo dei Morlacchi, di cui riporta il canto tradizionale Hasanaginica, che venne presentato come un popolo affine ai Greci di Omero e ai guerrieri dell’Ossian di James Macpherson, a differenza di come era stato considerato fino ad allora, quindi arretrato, violento e selvaggio. L'opera riscosse un immediato apprezzamento a livello europeo, venendo subito tradotta in francese, inglese e tedesco, e fece conoscere in tutta Europa la cultura del popolo morlacco, fino ad allora semisconosciuta.
Nel 1775, dopo aver esplorato il territorio veneto, effettuò un tour dell'Italia coordinato dal naturalista e antiquario britannico John Strange, mirato ad ottenere informazioni attendibili sui vulcani estinti dell'Italia centrale e che portò Fortis a sostenere l'origine vulcanica, ma non eruttiva, dei basalti colonnari, tesi da lui sostenuta nel Della valle vulcanico-marina di Roncà.
Nel 1777 ebbe l'opportunità, con la morte di Antonio Vallisneri figlio, di ottenere la cattedra di storia naturale dell'università di Padova anche se, a causa delle sue posizioni di ispirazione galileiana nei confronti dei rapporti tra scienza e fede, si ritrovò contro l'opposizione dei patrizi più conservatori. La cattedra rimase infatti vacante per oltre quaranta anni.
Nel 1785 ottenne l'incarico di mineralogista presso la corte di Napoli e successivamente si fece promotore per riformare l'industria del salnitro, una sostanza, della quale aveva individuato ricchi giacimenti nelle grotte del Pulo di Molfetta prodotta spontaneamente dalla rocca calcarea e tufacea del posto, allora utilizzata come polvere da sparo. Infatti compì numerosi viaggi nelle Puglie e anche nelle Calabrie alla ricerca di questa sostanza. Però, nonostante il legame con i maggiori illuministi napoletani della generazione post genovesiana e l'appoggio dei sovrani, il progetto della nitriera di Molfetta fallì. Così, nel dicembre del 1790, dopo la morte della madre, rientrò in Veneto, sciogliendo qualsiasi rapporto con la corte napoletana e si stabilì in una località nei pressi di Vicenza chiamata S. Pietro d'Arzignano, dove aveva comprato una casa ed un podere. Qui tornò ad occuparsi oltre che del giornalismo, anche della geologia di questa regione italiana e della valorizzazione delle sue risorse naturali. Il fallimento della nitriera portò ad una perdita di fiducia nella riformabilità del Regno nel meridione d'Italia, ma non d'interesse nei confronti delle vicende e dei dibattiti culturali che lo caratterizzavano, che spesso riportò sui periodici con i quali collaborava.
Durante i suoi viaggi nelle Puglie e nelle Calabrie, ebbe l'opportunità di visitare il Monte Vulture e nel 1784 giunge in Basilicata. Qui si spostò da Lauria verso Castelluccio, descrivendo la composizione petrografica-geologica di quei territori, documentando le varie risorse minerarie e le coltivazioni praticate. Preferì deviare per Campotenese a causa della presenza di una banda di ladri nei dintorni e mentre si dirigeva verso Mormanno, nei pressi di Laino, nelle vicinanze del torrente Lao, individuò la presenza di un antico lago vulcanico. Da qui, attraverso la valle Lao e il torrente Orsomarso, giunse in territorio calabro.
In seguito, nel marzo del 1789,  Fortis accompagnò il conte svizzero Carl Ulysses de Salis von Marschlins durante il suo viaggio di ritorno in Puglia e fu proprio durante questo che, dopo essersi distaccato dalla comitiva che era diretta a Taranto, ebbe la possibilità di visitare la città di Matera e le sue chiese rupestri. Qui si impegnò a tratteggiare gli aspetti scientifici della conformazione delle rocce della Murgia materana e delle sue grotte. Scoprì che la popolazione locale, oltre ad abitare in delle case che a lui sembrarono essere state costruite nel sedicesimo secolo, viveva in delle grotte appositamente scavate nella roccia all'interno delle quali si trovava una stanza fabbricata con pareti, porta e finestra. Egli inoltre descrisse le caratteristiche del tufo materano e successivamente diede vita a delle profonde riflessioni sulla città nella sua complessità e sui suoi abitanti. La popolazione di Matera viveva principalmente di prodotti agricoli e di quelli derivanti dall'allevamento di cavalli, di muli, delle pecore e dei maiali. Fortis si soffermò anche sulle donne del posto, definendo quelle del popolo, a differenza di quelle appartenenti alle classi più elevate, prive di bellezza, sporche, di indole selvaggia e predisposte ai delitti più crudeli. Descrisse inoltre anche le condizioni sanitarie e la salute pubblica del posto che, a suo parere, erano assai precarie. Rilevò la presenza di alcune malattie e calamità ed arrivò ad accennare una malattia chiamata ''monaciello'', ovvero l'incubo, molto diffusa tra le donne e gli uomini del posto che credevano di liberarsene attraverso l'esorcismo ed altre imposizioni dei preti. Queste malattie erano causate non solo dal calore del clima, ma anche dalla qualità di vita e degli alimenti propri del posto: l'eccessiva consumazione di carne rancida e salata del maiale, la vita trascorsa in caverne umide e buie, la costante evaporazione di fogne aperte, la mancanza di abitazioni e gli ammassi di letame e di sporcizia che marcivano per le strade erano le cause di questi continui disordini. Infine Fortis non tralasciò alcuna critica nei confronti della classe medica del posto, assai mediocre e precaria.
Nel 1796 si trasferì a Parigi, dove acquisì un grandissimo prestigio anche al di fuori della comunità dei naturalisti e dove si seppe introdurre nella vita scientifica del posto, acquisendo alcune delle più importanti novità teoriche e metodologiche. Dopo aver ottenuto l'accesso alle collezioni del Museum national d'histoire naturelle, collaborando soprattutto con Barthélemy Faujas de Saint-Fond, effettuò degli studi innovativi sulle faune marine fossili, i cui risultati comparvero a più riprese nel Journal de physique diretto da Jean-Claude de la Mètherie. Si dedicò anche a preparare volumi in lingua francese, attraverso cui voleva far conoscere i migliori contributi scientifici dei più famosi geologi e naturalisti italiani della sua generazione. Nei Memoires pour servir a l'histoire naturelle de l'Italie, Fortis affrontò il tema della variabilità delle specie e a tal proposito, dopo essersi dimostrato poco propenso ad ammettere l'ipotesi dell'estinzione di alcune specie, presentò la tesi secondo cui la loro trasformazione era dovuta unicamente ai cambiamenti ambientali. Riguardo alla specie umana, invece, egli sostenne fosse il prodotto di un perfezionamento, nel corso del tempo, di una specie antropomorfa. Cinque anni dopo il suo soggiorno a Parigi, nel 1801, ritornò in Italia dove ottenne l'incarico di prefetto della biblioteca dell'Istituto nazionale italiano con sede a Bologna, diventando, l'anno seguente, segretario. Qui si dedicò alla riorganizzazione della cultura scientifica dell'Italia napoleonica.
Fortis inoltre pubblicò numerosi saggi, soprattutto di carattere naturalistico, versi da lui tradotti in varie lingue e poesie, tra le quali possiamo trovare una raccolta, Versi d'amore e di amicizia, uscita nel 1783 e dedicata ad Elisabetta Caminer Turra, da lui amata. Nelle sue opere principali si nota un approccio puramente autoptico verso i fenomeni geomorfologici, riscontrato praticamente nelle sue ricerche ed attività sul campo.  Fortis infatti, partendo da spunti teorici della cosmologia orientale, ipotizzò il verificarsi di una graduale modificazione dell'inclinazione dell'asse terrestre a diverse latitudini, che con il passare del tempo, avrebbe provocato una continua traslazione dei bacini degli oceani. Ciò avrebbe coinvolto interi continenti, che si sarebbero trovati inondati dalle acque. Ed è stato proprio questo, secondo Fortis, che, insieme a catastrofici terremoti, eruzioni vulcaniche e urti astronomici della Terra con altri corpi celesti, avrebbe provocato la scomparsa di intere civiltà, come testimoniano i resti delle città di Ercolano e Pompei.

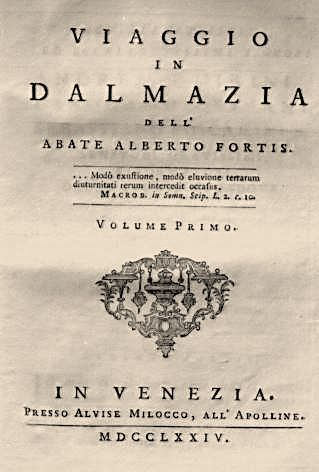
Viaggio in Dalmazia dell'Abate Alberto Fortis, 1774.

## Opere
- Alberto Fortis, Viaggio in Dalmazia, Londra, J. Robson, 1778.
- Alberto Fortis, A poetical sketch of the revolutions that have happened in the natural history of our planet, Londra, B. White, 1786.
- Alberto Fortis, Saggio d'osservazioni sopra l'isola di Cherso ed Osero, Venezia, G. Storti, 1771.
- Alberto Fortis, Della valle vulcanico-marina di Roncà nel territorio veronese, Venezia, Printed for J. Robson, 1778.
- Alberto Fortis, Della coltura del castagno da introdursi nella Dalmazia marittima e mediterranea, Napoli, S.L., 1780.
- Alberto Fortis, Lettere geografico-fisiche sopra la Calabria e la Puglia, Napoli, Porcelli, 1784.
- Alberto e Fortis, Delle ossa d’elefanti e d’altre curiosità naturali de’ monti di Romagnano nel Veronese, Vicenza, 1786.
- Alberto Fortis, Del nitro minerale, Napoli, 1787.
- Alberto Fortis, Tre lettere […] intorno alle produzioni fossili dei monti Euganei, Cesena, 1791.
- Alberto Fortis, Tre lettere sopra i pesci fossili di Bolca, Venezia, Presso A. Zatta, 1793.
- Alberto Fortis, Della torba che trovasi appié de’ Colli Euganei, Venezia, Nella stamperia Palese, 1795.
- Alberto Fortis, Mémoires pour servir à l’histoire naturelle de l’Italie, Parigi, 1802.
- Alberto Fortis, Mineralogische Reisen durch Calabrien und Apulien, Nachdruck der Ausgabe von, 1788.